# Suursaari (ö i Norra Karelen, Joensuu, lat 62,44, long 30,17)
Suursaari är en ö i Finland. Den ligger i sjön Murtojärvi och i kommunen Joensuu i den ekonomiska regionen  Joensuu ekonomiska region  och landskapet Norra Karelen, i den sydöstra delen av landet, 400 km nordost om huvudstaden Helsingfors. Öns area är 1,1 hektar och dess största längd är 220 meter i sydöst-nordvästlig riktning.